# Paul Hofhaimer

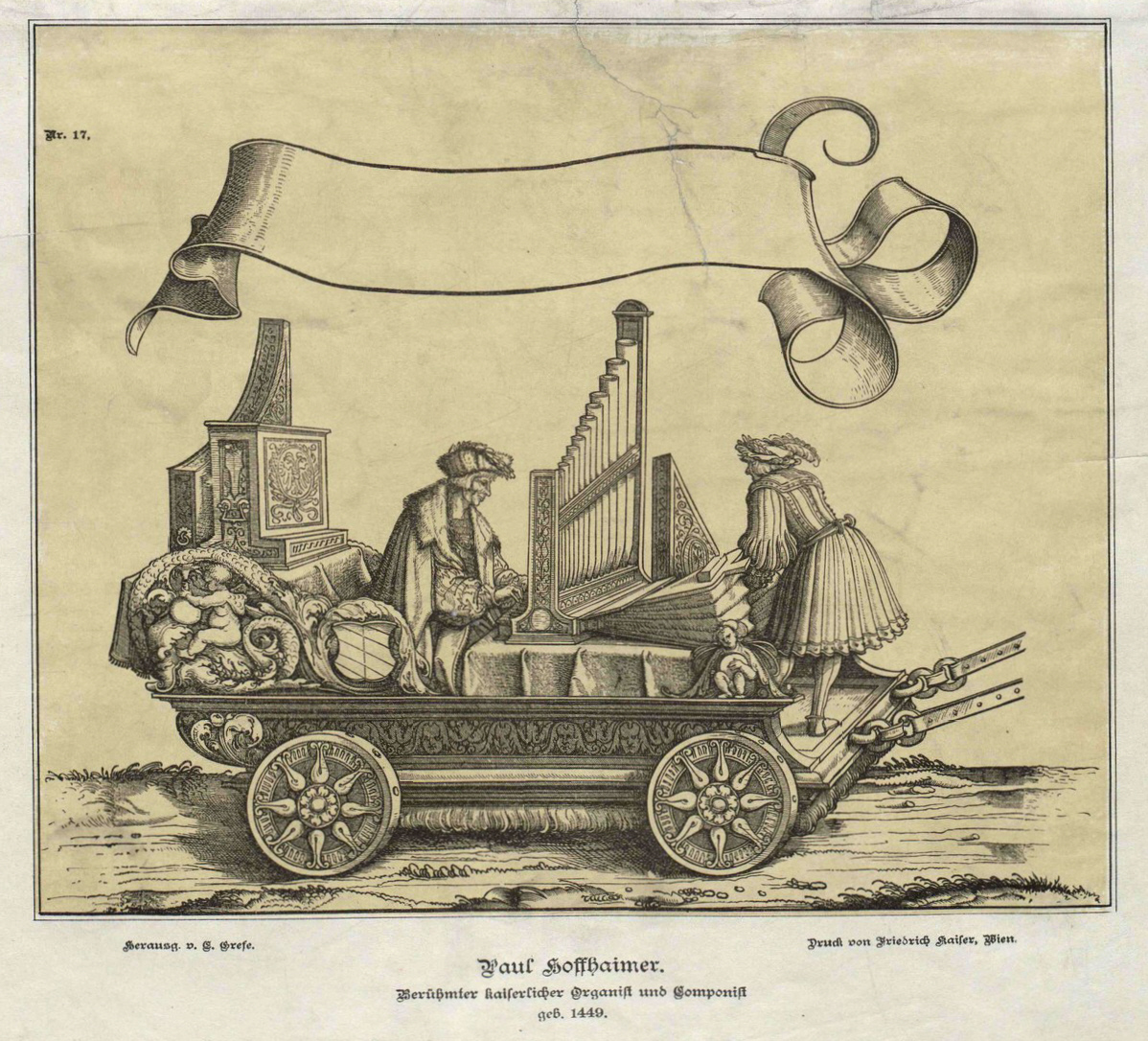
Riproduzione di un'incisione raffigurante un carro su cui è trasportato un organo positivo, suonato da Paul Hofhaimer. L'uomo a destra è un tiramantici, addetto a insufflare l'aria nello strumento

Paul Hofhaimer (Radstadt, 25 gennaio 1459 – Salisburgo, 1537) è stato un compositore e organista austriaco.

## Biografia
Paul Hofhaimer nacque a Radstadt, nel Salisburghese, in Austria. La sua data di nascita è riportata nel Methodus dell'astrologo Johannes Garcaeus, edito a Basilea nel 1570.

Secondo alcune testimonianze dell'epoca, Hofhaimer fu un autodidatta; ma Conradus Celtis scrisse che imparò a suonare l'organo presso la corte dell'imperatore Federico III.

Dai contemporanei, tra cui anche Joachim Vadiano e Paracelso, fu giudicato il migliore organista mai esistito, e rimasto insuperato; l'umanista Giovanni Cuspiniano (Johannes Cuspinian) lo chiamò musicorum princeps.

Hofhaimer esercitò la sua professione inizialmente a Innsbruck, alla corte del duca Sigismondo del Tirolo, e in seguito anche a Vienna, Passavia e Augusta riscuotendo ovunque l'ammirazione generale per la sua stupefacente abilità nell'arte dell'improvvisazione.

Nel 1519, dopo la morte di Massimiliano I, presso cui era stato a servizio e che nel 1515 lo aveva nominato obrister Organist (primo organista), divenne organista della cattedrale di Salisburgo e del suo arcivescovo, cardinale Matthäus Lang; terrà questo posto fino alla morte.

Hofhaimer ebbe numerosi allievi, che l'umanista alsaziano Ottmar Luscinius (Othmar Nachtgall) chiamò paulomimi, ossia "imitatori di Paul"; di questi suoi discepoli, molti furono poi attivi quali organisti presso importanti chiese e cattedrali: ricordiamo Dionisio Memmo, organista della basilica di S. Marco a Venezia; Hans Buchner, alla cattedrale di Costanza; Hans Kotter, alla chiesa collegiata di S. Nicola a Friburgo; Conrad Bruman, alla cattedrale di Spira; Johann Schachinger, alla cattedrale di Passavia; Wolfgang Grefinger, organista del duomo di S. Stefano a Vienna.

## Opere
La produzione compositiva di Hofhaimer comprende l'antologia Harmoniae poeticae, su testi dei poeti classici dell'antichità; nonostante la fama di eccelso organista, solo due brani liturgici per organo sono giunti sino a noi, un Recordare e un Salve regina, esemplificativi della sua padronanza nella composizione musicale su cantus firmus.

Per la popolarità e la diffusione che ebbe, la musica di Hofhaimer è sopravvissuta in molte fonti, tra cui numerose intavolature, per la maggior parte di Lieder profani a tre e quattro voci. Questi lieder di solito sono scritti in Barform, senza le caratteristiche sovrapposizioni polifoniche tipiche della Scuola franco fiamminga, e occupano un posto importante nel repertorio liederistico del tardo medioevo tedesco.

## Commemorazione
Dal 1969 (nell'anno del 450 anniversario della morte dell'imperatore Massimiliano I), la città di Innsbruck assegna il premio Paul-Hofhaimer-Preis (Premio Paul Hofhaimer) per le interpretazioni delle composizioni organistiche dei vecchi maestri. Ogni tre anni si tiene un concorso internazionale per il premio.